# 玩命關頭7
《玩命關頭7》（英語：Furious 7，或稱作和）是一部2015年的美國動作片，溫子仁負責執導，克里斯·摩根負責編劇，由馮·迪索、保羅·沃克、巨石強森、蜜雪兒·羅德里奎茲、泰瑞斯·吉布森、路達克里斯、喬丹娜·布魯斯特、吉蒙·韓蘇、寇特·羅素和傑森·史塔森主演。本片為「玩命關頭系列」的第七部作品，故事設定於第3部之後。
本片因主演保羅·沃克於2013年11月30日意外過世而一度停拍，直到2014年4月1日再度開拍。電影2015年4月3日於美國上映、并在其他国际市场以3D、IMAX 3D和4DX等格式同步上映。電影獲得普遍好評，許多評論家稱讚其動作場面的編排，而片尾數分鐘的劇情和片段是工作人員和各演員向保羅的致敬和悼念，加上其片尾曲《See You Again》，場面感人。電影提前於全球釋出後獲得3億9220萬美元的亮眼票房，美國上映後加上全球、十二天內其票房超過8億美元，成為系列最賣座的一部；成為2015年度票房第二名（僅次於《侏罗纪世界》）和世界電影史上最高票房收入第十位。本片亦是演員保羅·沃克的遺作，以及泰國武打巨星柏朗·伊雲進軍好萊塢首部作品。

## 劇情
唐老大與其團隊於倫敦行動成功後被路克·哈柏斯清除了所有的前科記錄，如今回到美國洛杉磯的家鄉享受生活。唐老大試圖幫剛回歸的女友莉蒂恢復記憶，而其搭檔布萊恩·歐康納在結婚生子後則成為家庭主夫。
然而，唐老大等人在倫敦事件中遇上的歐文·蕭的哥哥戴克·蕭鎖定了玩命團隊，決定為重傷昏迷的弟弟討回公道。他來到洛杉磯外交安全部得到唐老大等人的資料，剛好遇上哈柏斯並和他打了一架，哈柏斯為了保護回來支援的伊蓮娜免受手榴彈傷害而飛出窗外摔成重傷。與此同時，唐老大收到一個從日本東京寄來的包裹，卻在接到一通伴隨著汽車爆炸聲響的神秘電話後，發現該包裹其實是一個炸彈，並目睹自己的老家房子被炸毀。唐老大從受傷的哈柏那裡得知了戴克的身份與目的，也決定為因「爆炸遇害」的韓報仇。
唐老大來到東京並會見韓在東京交到的朋友尚恩·包斯威，在與他比了一場賽車飄移後取得勝利並從尚恩手中得到韓的遺物與自己的十字項鏈。之後，韓的「遺體」被運回洛杉磯安葬，而大伙在葬禮進行時注意到遠處一輛可疑的汽車，唐老大見狀立刻開車追了上去，最後與該車相撞後發現駕駛者正是戴克·蕭本人。
此時，一個由自稱「無名氏先生」領導的神秘軍隊突然到場欲逮捕蕭，但蕭趁亂逃離。無名氏先生說他和哈柏斯一樣是政府人員，承諾唐老大如果協助他尋獲一個能夠偵查地球各個角落以尋找目標的電腦程序「天眼」，就能幫他找到蕭的位置。但「天眼」的研發者拉姆西此時正被武裝分子摩西·賈康迪領導的雇傭兵團挾持，無名氏先生幫唐老大召回其團隊成員後，利用運輸機將玩命團隊載到高加索山上空並讓他們從飛機中開車衝出。所有人用降落傘降至地面後，開始襲擊囚禁拉姆西的雇傭兵車隊。
在經歷無數的機槍掃射、火箭炮的攻擊，布萊恩差點與囚車一起掉下懸崖、戴克·蕭的突然襲擊、以及唐老大被迫開車飛下懸崖之下等等危機後，所有人仍然成功地救出了拉姆西，並從她的朋友-沙法得知「天眼」早已賣給了阿布達比的一個億萬富翁-約旦王子。
玩命團隊馬上前往阿布達比並混進了約旦王子在阿提哈德塔舉行的派對。唐老大與布萊恩發現天眼的程序文件已經被裝進一輛全球僅有七輛的Lykan HyperSport超級跑車中。同時，莉蒂被王子的女私人保安隊長—凱菈識破，而兩人便展開了扭打，車庫也在保全系統啟動下開始封鎖，迫使唐老大與布萊恩必須開著沒有煞車的Lykan跑車，撞出三棟樓才成功取得「天眼」的資料。
在「天眼」的強大搜索下，眾人於一間水泥工廠找到了蕭。此時，賈康迪衝進來突襲，而「天眼」也落入他的手中。原來，賈康迪一直都與蕭有秘密合作關係。唐老大被迫帶著受傷的無名氏先生開車逃離，無名氏先生在將使命交給玩命團隊後，自願留下來等待救援直升機，要玩命團隊快離開。
唐老大認為敵方佈下的天羅地網會讓他們無處可逃，於是決定在自己最熟悉的洛杉磯，與敵軍來一個硬碰硬。布萊恩聯絡被安頓在多明尼加共和國的妻子蜜雅，從她口中得知她又懷了一個女兒，於是對她發誓事情結束後，就會從此告別有關玩命團隊的一切，並全身心投入家庭生活。隔天夜晚，賈康迪駕駛直升機來到洛杉磯，放出了一架滿載導彈與M134迷你炮機槍的無人機，並通過天眼追蹤玩命團隊的位置。唐老大獨自一人來到了高樓屋頂的停車場與蕭對決，其他人則是邊開車、邊為試圖奪回天眼控制權的拉姆西爭取時間。在無人機砲轟下，眾人讓拉姆西連續換了三輛車，而由於主信號塔被賈康迪炸毀，所以布萊恩必須要到最近的小信號塔去完成連線。賈康迪的副手基特為了阻止布萊恩，和布萊恩在大樓的樓梯間進行了一場亂鬥，布萊恩最後利用繩套索輪將他拖下天井墜亡。
拉姆西成功奪回了天眼的控制權，但無人機則仍然糾纏著她們。此時全副武裝、重裝上陣的哈柏得知無人機的動向後，開著救護車將之撞毀，並拿起無人機上的機槍掃射賈康迪的直升機。此時，賈康迪發現軍方來臨，於是準備收工撤退，撤退前還發射導彈炸毀了唐老大與蕭所在的停車場，使得蕭在大樓崩塌的情況下掉了下去。接著，唐老大開車衝上天空，並把從蕭車上拿走一個裝滿手榴彈的袋子，掛在賈康迪的直升機上，而哈柏開了一槍打爆袋子，將賈康迪炸成粉身碎骨。
唐老大的車從高空落下後重摔，使其陷入重度昏迷，眾人只能將他拖出車然後盡全力搶救。莉蒂抱著唐老大，說出自己已經想起了以前跟唐老大在一起的所有一切，包括與唐老大結婚的時刻等等，而唐老大便在此刻奇蹟似地醒來，莉蒂也喜極而泣的和唐老大擁抱。至於蕭就被哈柏斯送進了中情局最高地下監獄關押。在進去後，蕭向哈柏斯表示他一定會想盡各種方法逃出去。
片尾，所有人看著在海灘上玩耍的布萊恩、蜜雅與他們的兒子時，感嘆著布萊恩已經“告別”了這一切，而唐老大決定平靜地離開。在開到一條十字路口時，唐老大發現布萊恩再度追了上來，說「你以為我會讓你不告而別嗎？」。唐老大於是與布萊恩再度開車同進退了一陣子，同時也回憶起與他的種種經歷。兩人最後一同開車駛向夕陽，在一條雙叉路上互相駛去分離。

## 演員
| 演員                                 | 角色                                  | 備註 |
| ------------------------------------ | ------------------------------------- | --- |
| 馮·迪索 Vin Diesel                   | 唐米尼克·泰瑞托 Dominic "Dom" Toretto | 團隊領導人，曾經是專業罪犯、賽車手和逃亡者，原本於獲赦後與蕾蒂定居生活，但因戴克·蕭而復出。                        |
| 保羅·沃克 Paul Walker                | 布萊恩·歐康納 Brian O'Conner          | 團隊一員，前FBI探員，在第四集結尾幫助唐逃獄而遭通緝，後因協助哈柏斯逮捕歐文·蕭而獲赦。蜜雅的丈夫，唐的搭檔兼妹夫。 |
| 巨石強森 Dwayne Johnson              | 路克·哈柏斯 Luke Hobbs                | 美國外交安全處（DSS）的探員，在之前發生的事件後與泰瑞托成為好友。                                                  |
| 蜜雪兒·羅德里奎茲 Michelle Rodriguez | 蕾蒂·歐提茲 Leticia"Letty"Ortiz       | 團隊一員，唐的女友，在第四集摔下山谷和失憶，在本集因唐撞傷的刺激以致回復全部記憶。                                 |
| 泰瑞斯·吉布森 Tyrese Gibson          | 羅曼·皮爾斯／羅馬 Roman Pearce／Rome  | 團隊一員，布萊恩童年的朋友，來自邁阿密，神經大條，團隊中的搞笑大王。                                               |
| 路達克里斯 Ludacris                  | 泰吉·帕克 Tej Parker                  | 團隊一員，布萊恩和羅曼的朋友，來自邁阿密。團隊的後勤支柱，精通各項電子儀器、監聽器材以及電腦設備。                 |
| 喬丹娜·布魯斯特 Jordana Brewster     | 蜜雅·泰瑞托 Mia Toretto               | 唐的妹妹，布萊恩的妻子，已有一個兒子，懷有第二胎。                                                                 |
| 吉蒙·韓蘇 Djimon Hounsou             | 摩西·賈康迪 Moses Jakande             | 索馬里武裝分子，雇傭兵團的領導人，與賽芙合作，綁架拉姆齊試圖以此取得天眼。                                         |
| 東尼嘉 Tony Jaa                      | 基特 Kiet                             | 泰國人，賈康迪的副手兼軍隊指揮，武術高強、擅長跑酷。                                                               |
| 龍達·魯西 Ronda Rousey               | 凱菈 Kara                             | 約旦王子身邊保鑣的領導人，力氣極大，打架實力甚強，和蕾蒂不分上下。                                                 |
| 娜塔莉·伊曼紐爾 Nathalie Emmanuel    | 拉姆西 Ramsey                         | 電腦駭客，身材性感火辣，被唐救出之後加入團隊。「天眼」的發明者。                                                   |
| 寇特·羅素 Kurt Russell               | 無名氏先生 Mr. Nobody                 | 跟唐合作的特殊部隊長官，槍法高超。                                                                                 |
| 傑森·史塔森 Jason Statham            | 戴克·蕭 Deckard Shaw                  | 英國特種部隊刺客，歐文·蕭的親哥哥，作惡多端，超越弟弟的罪犯，為了替弟弟復仇而找上了唐一夥。                        |

此外，約翰·布萊瑟頓飾演無名氏先生的副手謝波德（Sheppard）。由姜成鎬和盖尔·加朵飾演、於前作喪生的韓哥和吉賽兒·耶莎以錄像形式出現 。盧卡斯·布萊克回歸飾演西恩·波斯威爾（Sean Boswell），於《玩命關頭3：東京甩尾》登場的日籍美裔賽車手，在本集中將韓的遺物與吉賽兒的照片交給唐。艾兒莎·巴塔奇回歸飾演伊蓮娜·妮薇斯（Elena Neves），前巴西女警、哈柏斯的同事，曾於《狂野時速6》短暫成為唐老大的女朋友。諾爾·古格列米回歸飾演赫克托（Hector），街頭賽召集人、唐老大和蕾蒂的好友，曾在《狂野時速》登場。路克·伊凡斯回歸飾演歐文·蕭（Owen Shaw），搶劫幫派的領導者，曾在《狂野時速6》與唐老大團伙交手，同時亦是戴克·蕭的弟弟。
阿里·扎勒飾演沙華（Safar），拉姆齊在阿布達比的好友，替其保管「天眼」。澳洲饒舌歌手客串飾演一名女賽車手。美國饒舌歌手提潘客串飾演阿布達比派對上的DJ。羅密歐·山托士客串飾演曼度（Mando），蜜雅在多米尼加共和國的朋友，為她提供了一所豪宅待產。

## 制作

### 开发
2011年10月21日，《洛杉磯時報》報導環球影業正考慮連續拍攝《玩命關頭6》和《玩命關頭7》兩部續集電影，克里斯·摩根（Chris Morgan）任編劇，林詣彬擔任導演。2011年12月20日，迪索表示《玩命關頭6》將分成兩部分，同時拍攝。至于為何選擇拍攝兩部，迪索表示：
我們不得不使這部故事成功，我們不得不考慮所有角色的關係，當我們開始把那些都規劃好的時候，它（指劇本）已經超出了110頁……制片業說：‘你不能把所有的故事放在一部該死的電影中！’
然而，演員巨石強森2012年2月15日接受記者採訪時表示，兩部續作由於取景地的天氣問題而中斷，《玩命關頭7》的拍攝緊隨《玩命關頭6》。同年四月，林詣彬在《玩命關頭6》後期階段宣布不再導演第七部電影，因為工作室想要讓電影趕上2014年夏季的檔期，這就需要林詣彬在《玩命關頭6》後期階段展開續集的預制，但他認為這會影響產品的最終質量。儘管以往的作品通常會間隔兩到三年，但環球影業由於系列電影比競爭對手要少，而選擇追求更快出續集。然而，林在隨後的採訪中表示他一直將第六部作品當作謝幕。
2013年4月，因恐怖片而知名的溫子仁宣布擔任續集導演，尼爾·H·莫里茲和邁克爾·福特雷爾回歸劇組，自第五部以來克里斯·摩根再度出任編劇。2013年4月16日，迪索宣布續集將於2014年7月11日上映。2013年5月，迪索表示續集將在洛杉磯、東京和中東拍攝。

### 拍攝
拍攝開始於2013年9月在喬治亞州的亞特蘭大。已得到證實阿布扎比將會成為拍攝地點之一。2013年11月30日，在感恩節假期，飾演布萊恩·歐康納的演員保羅·沃克死於一場車禍。一天後，宣布電影將停拍。2013年12月4日，環球影業宣布《玩命關頭7》將暫停直至官方另行通知。而導演溫子仁也已經證實了他並不會取消該片的執導。2013年12月22日，迪索在自己的Facebook頁面證實將於2015年4月10日發行。2014年2月27日，好萊塢記者報導，電影於4月1日恢復拍攝，演員和工作人員已前往亞特蘭大進行約六至八個星期的拍攝工作。主要拍攝於2014年7月10日正式殺青。

### 特技

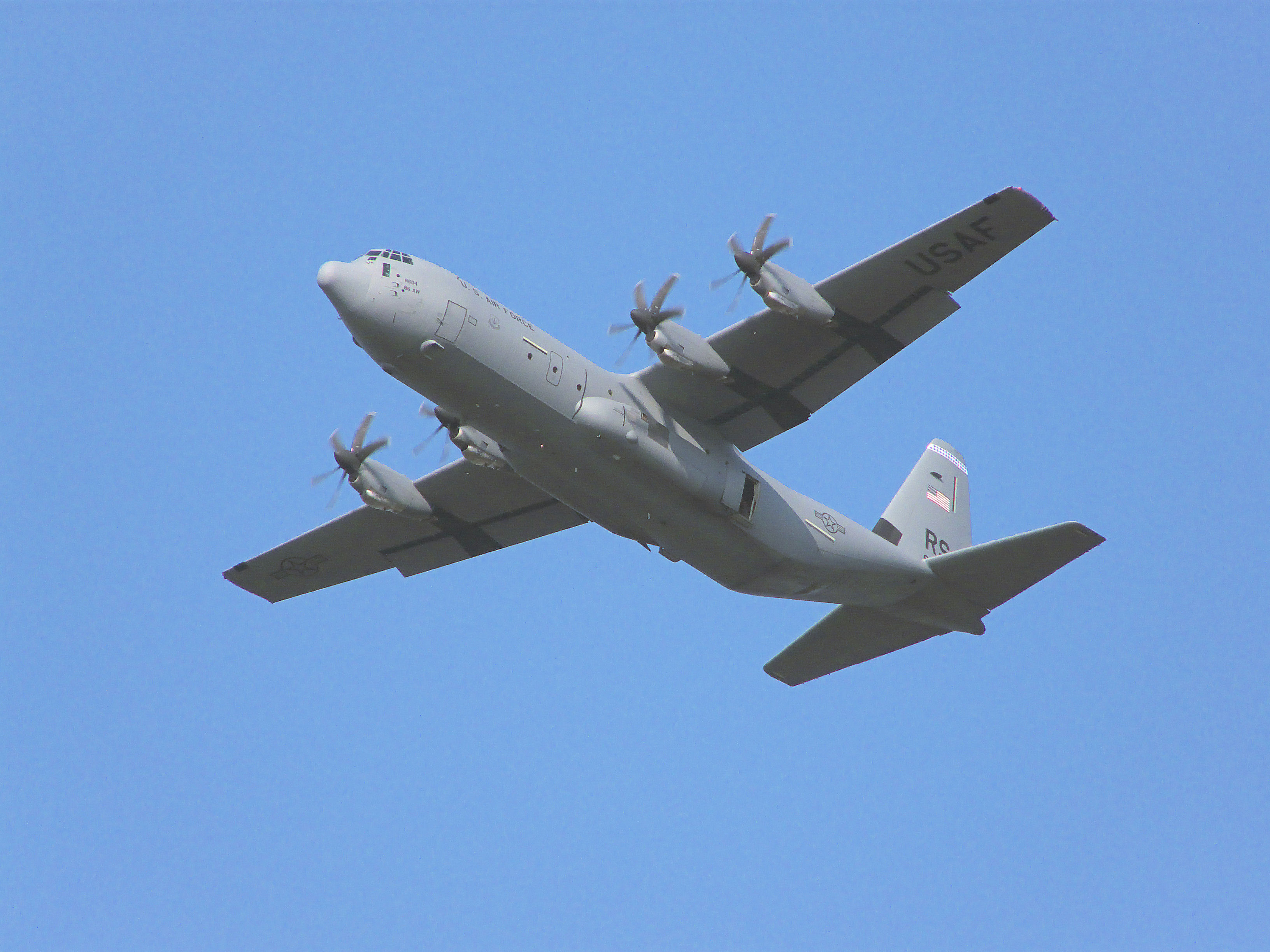
58年前生产的C-130运输机负责将车子从索诺兰沙漠上方1.2万英尺高的天空中扔下，使到汽车掉落的速度介于130-140英里/每小时之间

构思“空投”场景的特技协调员斯皮罗·拉扎托斯（Spiro Razatos），曾在第五部和第六部的剧组工作。拉扎托斯告诉《商业内幕》杂志，他想更多地依靠货真价实的特技，而不用CGI，好让整个场景“充满真实感”，回应观众的期待。该特技需耗费数月来解决难题。摄影机需要安装在车子里，以便汽车着陆时不被损坏，为此剧组得想出让汽车扔出飞机的安全方式。他们先试着将单辆汽车扔出飞机，这个测试重复了六次之多。车子由C-130运输机运至索诺兰沙漠上空，落在科罗拉多州的山路上。两架飞机于1.2万英尺的高度飞行，每次投放两辆车，车上的弹道补救系统降落伞在空投前启用GPS功能。大约到了五千英尺时部署降落伞。拍摄该场景用了十个攝影機，其中除了地面的攝影機，还有在飞机内远程操作的攝影機，另有三个安装在车子内。额外的攝影機在直升机上，拉扎托斯用它来监视。三名跳伞员戴上有攝影機的头盔，从多个角度协助镜头的拍摄。跳伞员或跟着汽车跳出，还是紧随其后。虽然所有的车子降落在空投区，但有30%的车子没能在预定地点降落。至于要展现车子里的表演的特写镜头，每辆车要装上360度全域运动的大型万向架，还要克服绿幕的缺点，重现他们在天空中翻滚的状态。车子上路的最后一部分场景则是单独拍摄的。为了正确展示效果，剧组用滑轮系统让车子与地面相隔六到十英尺以上。当车子由起重机吊下时，特技演员坐在驾驶座将引擎发动至每小时35到40英里，全速滑向地面。这些起重机在后期被删掉。拉扎托斯承认，空投场景完全真实也“难到极点”。
保罗·沃克饰演的布莱恩从坠落山崖的公车中跳上悬崖的场景，则由替身演员完成，也没有任何的电脑特效。该场景原定与唐老大一行人试图援助拉姆齐的场景一同拍摄，但后来因科罗拉多州没有税收减免而中断。工作室原本想在能为电影制作减税的乔治亚州拍摄该场景，然后后期将树林加到背景中，但被拉扎托斯否决：“观众会看出来（它是CGI）的，这样对表演就没有好感了。”拍摄最终在科罗拉多州进行。
共有340辆汽车在片中亮相，超过230辆车在拍攝过程中被损毁，其中不乏梅赛德斯-奔驰、三菱帕杰罗和福德皇冠维多利亚。在科罗拉多州国君栈道（Monarch Pass）高速公路拍摄的场景，有超过40辆车被毁，是全片最具破坏性的场景。全片仅有10%的动作场景由電腦生成，大部分CGI只是简单地删掉真正的汽车和赛车手，或是对背景的修饰。完成电影的各种特技用了超过3500个人工作日(man-days)。出于安全考虑，特技协调员乔尔·克莱默（Joel Kramer）表示他不会让司机开到每小时50英里。

### 保羅·沃克的角色重置
2014年1月6日，據報導，沃克的角色將以退休的方式離開電影，並非他殺。然而，作家克里斯·摩根拒絕討論決定，或者採用其他方式都仍在考慮。2014年3月21日，每日新聞報導，工作室已聘請四名與沃克長得很像演員來輔助，並以電腦成像的方式來構成保羅的體魄、臉和聲音。2014年4月15日宣布由沃克的弟弟卡萊（Caleb）和科迪（Cody）擔任他的替身，科迪更因此踏足演藝圈。为了重现沃克的面容和躯体，剧组特别聘请彼得·杰克逊的维塔数码。成片包含CGI和精心挑选用在沃克兄弟身上的摄像机角度及灯光的合成镜头，用以模仿沃克的外型。伦敦特效工作室The Mill的CEO罗宾·申菲尔德（Robin Shenfield）指出，本次重建与在拍摄《角斗士》的过程中去世的奥利弗·里德相同。

## 電影歌曲
收錄電影的歌曲在包括：
- 《勝者為王》（Go Hard or Go Home，與創作）[61]
- 《疾風飆速》（Ride Out，墨童、泰加、威爾、YG與Rich Homie Quan創作）[62]
- 《我的天使》（My Angel，羅西王子創作）
- 《露很大》（Get Low，狄龍·法蘭西斯與DJ Snake創作）
- 《來日再見》（See You Again，與CP查理創作）
- 《回頭是岸》（I Will Return，創作）

## 電影插入曲
- 《復仇時刻》（Payback，Juicy J、Kevin Gates、Future & Sage the Gemini創作）
- 《你有多想成功 （页面存档备份，存于）》(How bad do you want it，Sevyn Streeter創作)

### 原聲帶
電影原聲帶《玩命關頭7 (原聲帶)》，於2015年3月17日由大西洋唱片製作、台灣方面華納音樂全面發行。
曾為該系列的第三、第四和第五部配樂的布莱恩·泰勒已證實他將負責本片音樂。泰勒說：「這次的配樂是帶有情感、獨一無二的，我認為人們真的要被它感到驚訝」。由大西洋唱片於2015年3月17日發行。

## 發行
2014年7月2日，好萊塢記者報導說，電影的發行日期被提前至2015年4月3日。2014年10月，官方透露電影的正式名稱為「Furious 7」。官方首支預告於2014年11月1日釋出。2015年2月1日，新預告在第四十九屆超級盃上釋出。
2015年3月27日，電影與微软旗下竞速游戏《極限競速：地平線2》推出名為《Forza Horizon 2 Presents Fast & Furious》的獨立擴充包。
电影原定2015年4月10日上映，但2014年7月官方发表声明宣布提前至4月3日。电影于2015年3月16日在西南偏南电影节和奥斯汀的派拉蒙剧院首映，4月12日登陆中国。

### 盜版流出
據追踪盜版的Excipio網站，該片被在四天內遭非法下載259萬次（4月2日至6日），其種子檔在印度下載最多次（57.8萬次），其次是巴基斯坦（32.1萬次）、中國大陸（28.9萬下載）、美國（25.1萬下載）和英國（10.1萬下載）。

## 回響

### 評價
《洛杉矶时报》给予本片“总体正面”的评价，影评人称赞电影的动作场面和对沃克的凄美缅怀。爛番茄基于265条专业評論给出81%的新鮮度，平均得分6.67／10。网站共识写道：“提供了新一轮的极度惊险刺激感的同时，增加了意外剧情的分量，《速7》让整个系列朝着多个方向发展。”Metacritic根據44篇影評得分67（滿分100），代表普遍好評。CinemaScore在影片上映首周末的民调显示，从A+到F，观众授予本片A级评级。
於2015年3月16日的SXSW電影節首映會上電影也得到了很好的評價，《綜藝》的Ramin Setoodeh指出，粉絲們在電影開始前的四小時就在排隊。本片最後對沃克的感人致敬，讓許多人「強忍著眼淚」。评论家戴夫·帕尔默（Dave Palmer）给予本片7/10，表示，“《速度与激情7》是迈克尔·贝用上整个职业生涯尝试打造的电影类型：香车、美女、好计谋充斥。”
《纽约时报》的A·O·斯科特（A·O·Scott）仅给予影片2.5/5星，他写道：“《速度与激情7》扩大了前作的包容性，抵抗刻板的说教意味。相比于其他大场面、大公司的影片，《速度与激情》品牌展现出一个光滑、非大手笔的多元文化，符合向女权主义和国内的保守主义。”
《好莱坞报道者》的约翰·德佛（John DeFore）批评电影，称其采用“愚蠢的嫁接”，影片时长“过度膨胀”。他除了批评剧本，把观看本片比作一场病态的游戏。

### 票房

#### 北美
北美首週票房開出了1億4718萬美元，成為4月電影最高的票房（之前為《美國隊長2：酷寒戰士》的9502萬美元)，位列北美影史开画榜第十位，更是环球影业首部开画过亿的作品。首映日的票房也高達6740萬美金，約為玩命關頭第五集的2倍(3439萬)，以及第一集的4倍(1521萬)，並成為玩命關頭電影系列最高(之前為《玩命關頭6》的2億3867萬美元最高）。
2015年4月1日，在十二個國家搶先美國上映，票房收入1690萬美元。其中於泰國首映時打破了《復仇者聯盟》的記錄但被《復仇者聯盟2 奧創紀元》打敗 在台灣更是一舉打破影史12項票房紀錄（影史開片票房最高、全台戲院影廳數場次數最多、全台票房最快破億、台灣影史4月開片票房最高等等）擠下《鋼鐵人3》開片票房紀錄。全台灣的戲院場場爆滿票房因而持續飆漲。。首周63个海外市场收入2.45亿美元，全球首周收入3.922亿美元，该成绩仅次于《侏羅紀世界》、《哈利波特与死亡圣器(下)》、《哈利波特与混血王子》和《复仇者联盟》位居第五高。

#### 海外地區
中国大陆方面，首日午夜场全国放映近万场，票房约5000万（后续数据可能有调整），超过去年《变形金刚4》创造的2102万午夜场票房1倍，创造中國大陸午夜场票房新纪录，并以超过4亿人民币的成绩打破了中国大陆最高单片单日记录，首周一日即以4.01亿夺冠。在上映十五天后，本片票房突破20亿人民币，成为中国大陆史上票房冠军，也是首部在大陆地区票房超过20亿人民币的电影，该片于5月12日在中国大陆下档，共收获票房24.24亿元人民币。
台灣方面，首日票房為新台幣5471萬元，原為台灣影史最高首日票房，直到2019年電影《復仇者聯盟：終局之戰》以8057萬元成為新紀錄；上映兩天全台票房破億（1.09億）；上映四天全台票房破2億元（2.5億）；上映五天全台票房破3億元（3.27億）；首週五天票房為新台幣3.27億元；連假六天全台票房為新台幣3.9億元；上映七天全台票房破4億元；上映十天全台票房破5億元；上映十二天全台票房破6億元（6.07億）；次週票房累計至新台幣6.07億元；上映十八天全台票房破7億元；第三週票房累計至新台幣7.27億元；第四週票房累計至新台幣7.72億元；第五週票房累計至新台幣7.9億元；上映三十五天全台票房破8億元；最終全台票房為新台幣8.19億元。
| 上一届： 《疯狂外星人》      | 2015年美國週末票房冠軍 第14-17周     | 下一届： 《复仇者联盟2：奥创纪元》 |
| 上一届： 《五個小孩的校長》  | 2015年香港一週票房冠軍 第13-15周     | 下一届： 《复仇者联盟2：奥创纪元》 |
| 上一届： 《分歧者2：反叛者》 | 2015年台北週末票房冠軍 第14-16周     | 下一届： 《复仇者联盟2：奥创纪元》 |
| 上一届： 《战狼》            | 2015年中国内地一周票房冠军 第15-19周 | 下一届： 《复仇者联盟2：奥创纪元》 |

## 榮譽
| 年份 | 獎項         | 類別                         | 得獎人            | 結果 | 參考    |
| ---- | ------------ | ---------------------------- | ----------------- | ---- | ------- |
| 2015 | 青少年票選獎 | 必選動作／冒險電影           | 《玩命關頭7》     | 獲獎 | [ 100 ] |
| 2015 | 青少年票選獎 | 必選電影：動作／冒險類男演員 | 馮·迪索           | 提名 | [ 100 ] |
| 2015 | 青少年票選獎 | 必選電影：動作／冒險類男演員 | 保羅·沃克         | 獲獎 | [ 100 ] |
| 2015 | 青少年票選獎 | 必選電影／冒險類女演員       | 喬丹娜·布魯斯特   | 提名 | [ 100 ] |
| 2015 | 青少年票選獎 | 必選電影／冒險類女演員       | 蜜雪兒·羅德里奎茲 | 提名 | [ 100 ] |
| 2016 | MTV電影大獎  | 最佳動作演出                 | 馮·迪索           | 提名 | [ 101 ] |
| 2016 | MTV電影大獎  | 整體演員                     | 《玩命關頭7》     | 提名 | [ 101 ] |

## 續集
在進入本片宣傳期的時候，台灣節目《爆米花電影院》派出張兆志作為主持人遠赴洛杉磯進行專訪。監製兼演員迪塞尔透漏，下一集可能會交代《玩命關頭6》裡韓哥與吉賽兒莫名出沒香港的主因，疑似與台灣有關，因此迪塞尔大方宣布，下一集不排除於台灣拍攝。而他也在北京首映會上保證，下一集絕對會在中國進行拍攝，透露很想體驗在萬里長城飆車的快感。而在作客吉米·坎摩爾的《吉米·坎摩尔直播秀》时，迪塞尔证实系列的第八部将会把故事从西海岸的洛杉矶搬到东海岸的纽约。
於2015年的在拉斯維加斯的影院業主協會上，迪索宣布第八部電影將於2017年4月14日推出。2015年8月，迪索確認片名定為《Fast 8》。官方確認會再推出第九集和第十集。第八集由蓋瑞·葛雷擔任導演。後來，電影更名為《The Fate of the Furious》。

## 外部連結
- 互联网电影数据库（IMDb）上《玩命關頭7》的资料（英文）
- 爛番茄上《玩命關頭7》的資料（英文）
- AllMovie上《玩命關頭7》的资料（英文）
- Box Office Mojo上《玩命關頭7》的資料（英文）
- Metacritic上《玩命關頭7》的資料（英文）
- 開眼電影網上《玩命關頭7》的資料（繁體中文）
- 豆瓣电影上《玩命關頭7》的資料 （简体中文）
- 时光网上《玩命關頭7》的資料（简体中文）